# Transports dans l'Hérault
Les transports dans le département français de l'Hérault sont caractérisés par l'importance de l'axe de transport terrestre qui, par la plaine languedocienne, relie la vallée du Rhône à l'est à l'Aquitaine à l'ouest et à l'Espagne au sud-ouest. L'une des principales autoroutes du sud de la France (l'A9) et plusieurs lignes ferroviaires parcourues par des TGV inOui et Intercités sont les principaux constituants de cet axe.
Une autre caractéristique du département est l'importance du système de transport de la métropole de Montpellier : quatre lignes de tramway urbain, le douzième aéroport de France métropolitaine et une autoroute urbaine desservent l'agglomération.
Le fort contraste démographique entre la plaine côtière et l'intérieur des terres se retrouve dans la densité des transports : si la bande côtière accueille sur une largeur de quinze à vingt kilomètres la totalité des infrastructures linéaires précitées, ainsi que l'important port de commerce de Sète, et est presque entièrement couverte par des réseaux de transport urbain, la voiture est presque le seul moyen de se déplacer dans les régions de moyenne montagne qui représentent les deux tiers de la surface du département.

## Transport routier

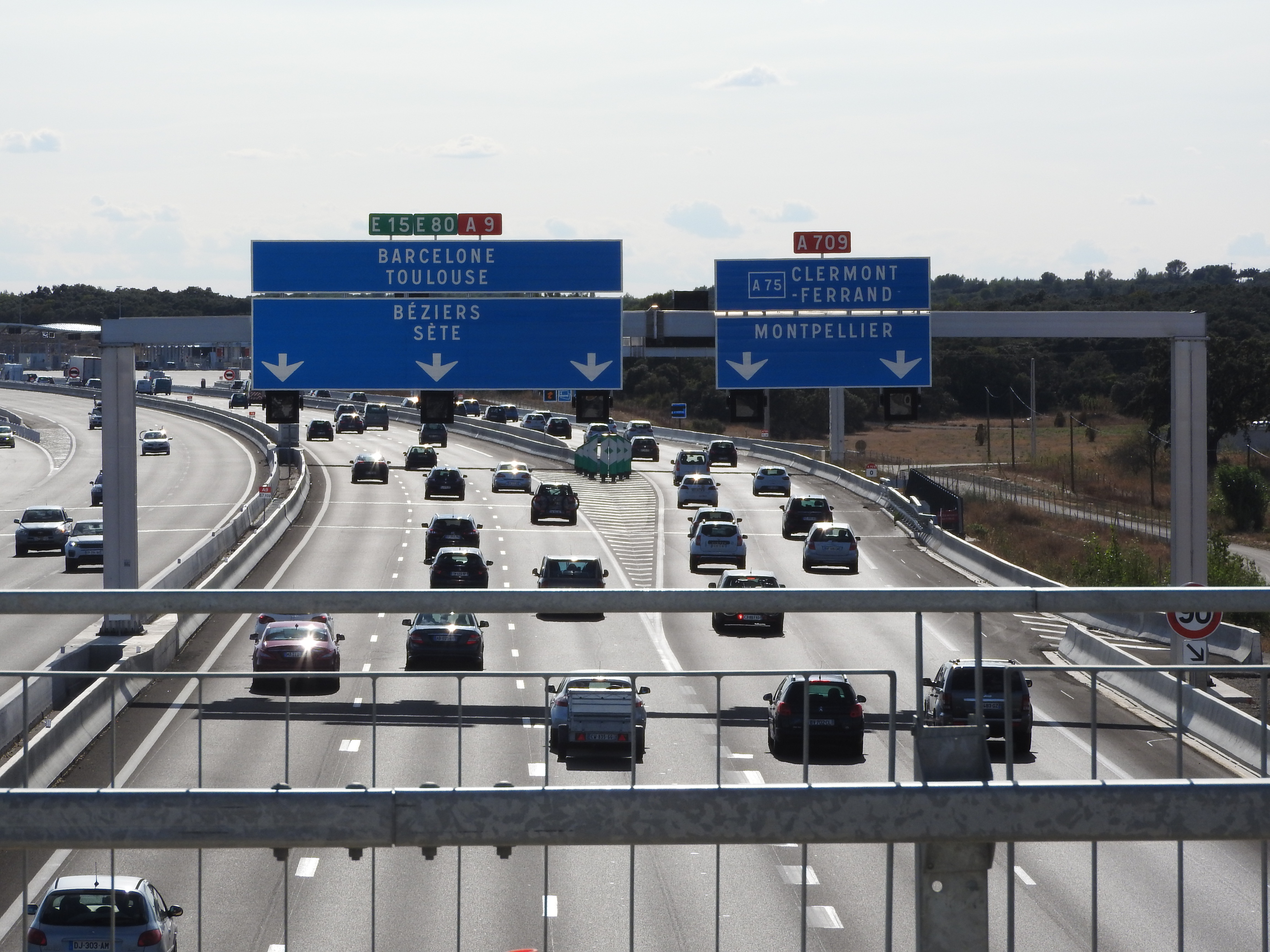
Séparation des autoroutes A9 et A709 près de Montpellier.

### Infrastructures routières
Le principal axe routier du département est l'autoroute A9, qui court le long de la plaine languedocienne. Desservant les principales agglomérations du département, dont Montpellier et Béziers, elle est également le tronc commun des flux reliant la vallée du Rhône à l'Espagne d'une part, la Provence à l'Aquitaine d'autre part. Son trafic est donc important, partout supérieur à 60 000 véhicules/jour dans le département. Depuis 2017, l'A9 a été dédoublée au niveau de l'agglomération montpelliéraine : un nouveau tronçon sans échangeurs a été construit, tandis que l'ancienne A9 est devenue une autoroute urbaine destinée au trafic local et nommée A709. L'A9 et l'A709 ont un trafic cumulé de 133 000 véhicules/jour sur un total de douze voies de circulation.
L'autre axe routier du département est celui de l'autoroute A75, descendant du Massif central en desservant la sous-préfecture Lodève. Celle-ci se divise en deux branches au niveau de Clermont-l'Hérault : l'A75 (qui a remplacé la RN 9) continue vers Béziers et l'Espagne, tandis que l'autoroute A750 se dirige vers Montpellier.
D'autres routes possèdent un trafic important : il s'agit principalement de liaisons périurbaines ou de moyenne distance au sein de la dense plaine littorale (route départementale 986 de Montpellier à Palavas-les-Flots, route départementale 66 de Montpellier vers La Grande-Motte, route départementale 600 vers Sète, route départementale 612 et route départementale 613 entre Montpellier et Béziers...), mais aussi des anciennes routes nationales de l'arrière-pays (route départementale 986 de Montpellier vers Ganges, route départementale 612 de Béziers à Saint-Pons-de-Thomières...).

### Transport collectif de voyageurs
L'Hérault est desservi par le réseau régional de transport routier liO, qui exploite une soixantaine de lignes régulières dans le département, pour la plupart au départ de Montpellier ou Béziers.

## Transport ferroviaire

### Historique

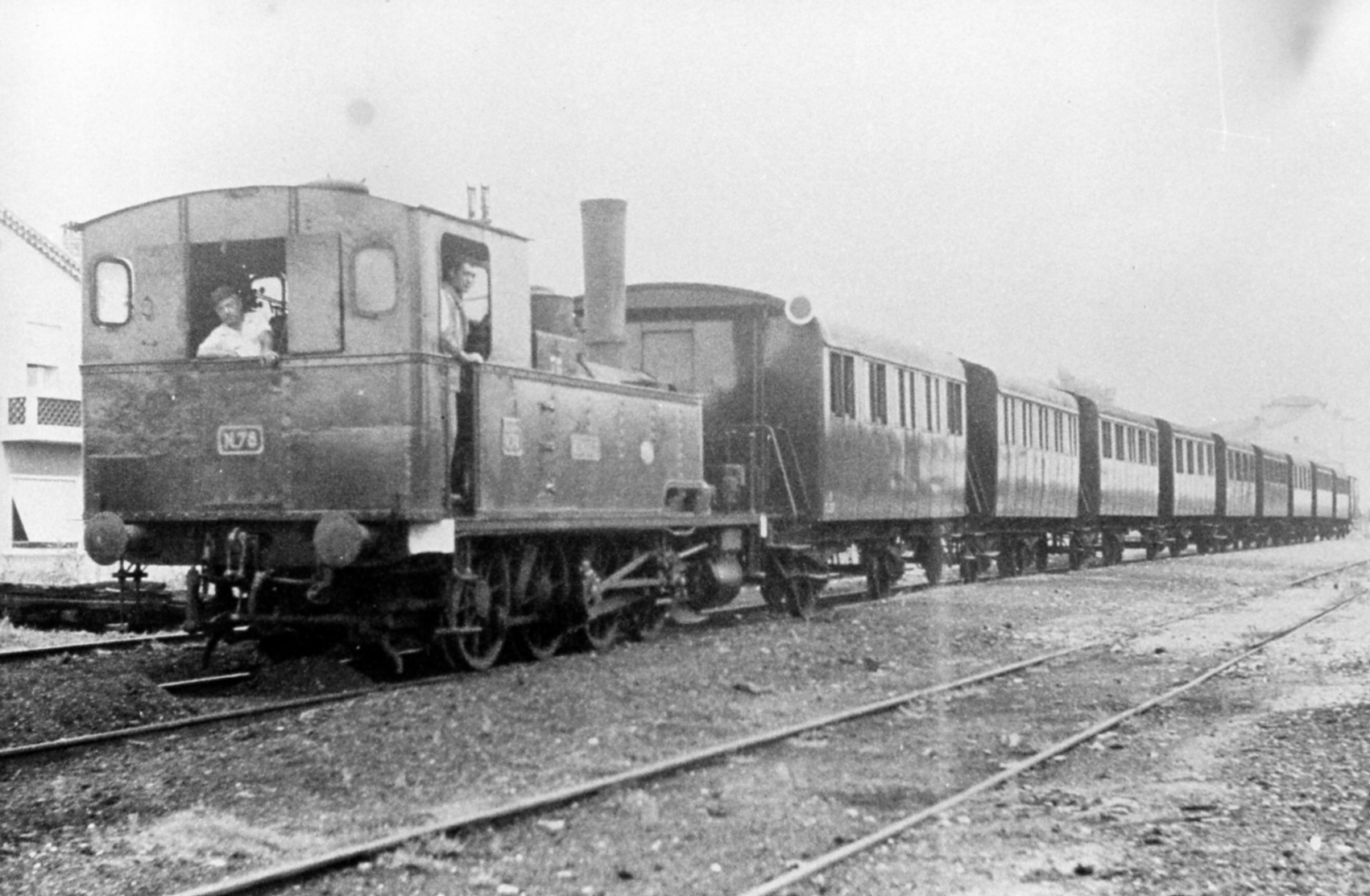
Un convoi des Chemins de fer de l'Hérault en gare de Palavas dans les années 1960.

La ligne de Montpellier à Sète, embryon de la future ligne de Tarascon à Sète-Ville, est l'une des plus anciennes lignes ferroviaires de France, ouverte dès 1839. Avec son prolongement vers Nîmes (1845) et la ligne de Bordeaux-Saint-Jean à Sète-Ville (achevée en 1857), elle constitue jusqu'à nos jours l'épine dorsale du réseau ferroviaire dans l'Hérault.
L'Hérault était situé à la limite des réseaux de la Compagnie des chemins de fer de Paris à Lyon et à la Méditerranée (PLM, à l'est de Sète) et de la Compagnie des chemins de fer du Midi et du Canal latéral à la Garonne (Midi, à l'ouest de Sète). Hormis le grand axe précité, le réseau d'intérêt général a compté quelques lignes mais n'a jamais été très étendu dans l'Hérault. À la fin du XIXe siècle, le chemin de fer d’intérêt général atteignait notamment Agde, Bédarieux, Bessan, Béziers, Castries, Caux, Clermont-l'Hérault, Fabrègues, Frontignan, Ganges, Gigean, Lodève, Lunel, Magalas, Montpellier, Olargues, Paulhan, Pézenas, Saint-Pons-de-Thomières, Sète et Vias.
L'Hérault a également été desservi dès 1872 par l'un des premiers réseaux de chemins de fer d’intérêt local de France, exploité par la Compagnie des chemins de fer d’intérêt local du département de l’Hérault. Ce réseau, qui complétait le réseau d'intérêt général, a la particularité d'avoir été construit à l'écartement normal (et non à l'écartement métrique comme la plupart des réseaux d'intérêt local), et d'avoir été conservé très tard, jusqu'en 1968 pour certaines lignes. Après 1968, certains tronçons de ligne sont même raccordés au réseau d'intérêt général pour permettre le maintien d'une desserte marchandises.
La traction électrique apparaît dès les années 1930 sur le réseau d'intérêt général du Midi. À la suite de la création de la SNCF en 1938, la frontière des deux réseaux disparaît à Sète, et la ligne de Tarascon à Sète-Ville est à son tour électrifiée en 1947.
La gare de Montpellier est desservie par le TGV dès 1982, mais les trains ne circulent à grande vitesse que de Paris à Lyon. L'ouverture des lignes à grande vitesse reliant Lyon à Nîmes mettra Montpellier à un peu plus de trois heures de Paris à partir de 2000. Enfin, en 2017-2018, le contournement ferroviaire de Nîmes et de Montpellier permet d'accélérer encore un peu les relations à grande vitesse et de désaturer la ligne classique.
|                                |
| Le réseau ferroviaire en 1900. |

|                                             |
| Le réseau ferroviaire à son apogée en 1930. |

|                                     |
| Le réseau ferroviaire de nos jours. |

|                                                    |
| Carte animée de l’évolution du réseau ferroviaire. |

### Situation actuelle

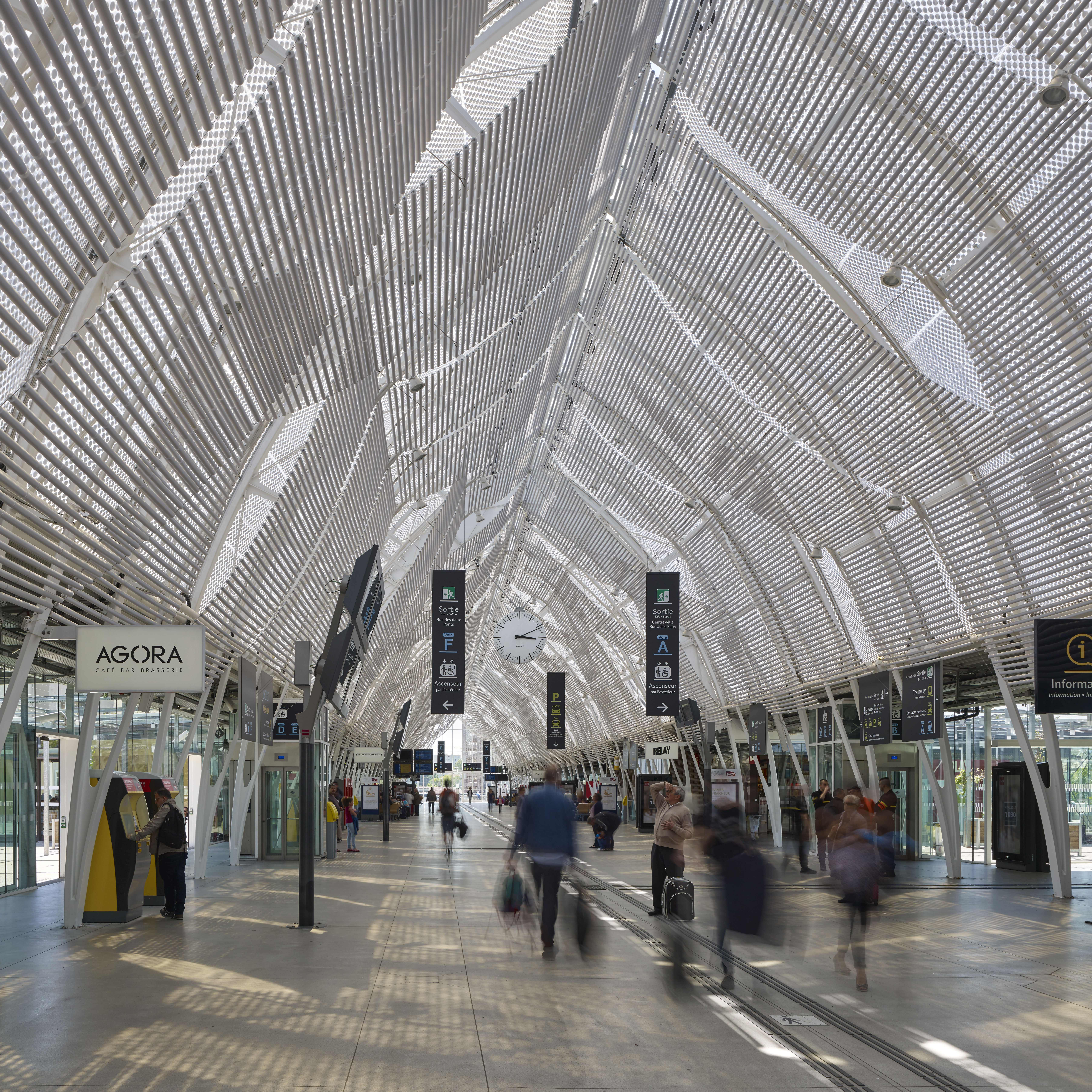
Le hall de la gare de Montpellier-Saint-Roch en 2016.

La principale gare de voyageurs du département est la Montpellier-Saint-Roch, au cœur de l'agglomération montpelliéraine, avec près de 6 400 000 voyageurs en 2019. Viennent ensuite les gares de Béziers, Sète et Montpellier-Sud-de-France, avec une fréquentation annuelle entre 900 000 et 1 130 000 voyageurs en 2019.
Le principal axe ferroviaire du département est celui reliant la basse vallée du Rhône à Narbonne, et au-delà, au bassin aquitain et à l'Espagne. Il se composait jusqu'en 2017 de la ligne de Tarascon à Sète-Ville et de la ligne de Bordeaux-Saint-Jean à Sète-Ville, toutes deux à double voie électrifiée. Depuis 2017-2018 s'y ajoute le contournement ferroviaire de Nîmes et de Montpellier, destiné à être un jour converti en ligne à grande vitesse, et qui accueille le trafic de fret et certains trains à grande vitesse ne desservant pas les gares centrales de Nimes et Montpellier. Le prolongement de cette ligne par la ligne nouvelle Montpellier - Perpignan est projeté.
Ces lignes sont parcourues par des TGV inOui et Ouigo reliant Paris à Montpellier (certains sont prolongés jusqu'à Perpignan ou Barcelone), mais aussi Toulouse à Lyon ou Montpellier au nord-est de la France, ainsi que par des Intercités Bordeaux-Marseille et de nombreux TER Occitanie (liO).
La ligne de Béziers à Neussargues, quant à elle, n'est plus parcourue que par un trafic réduit de quelques TER Occitanie (liO).

## Transport maritime
Le port de commerce de Sète est le deuxième port français de la Méditerranée en tonnage. Outre le commerce maritime, ce port a une importante activité de transport de passagers (ferries vers le Maroc et croisières), de plaisance et de pêche.

## Transport fluvial
Le canal du Rhône à Sète, au gabarit assez important (classe IV CEMT), a un trafic commercial significatif, grâce à la jonction qu'il permet entre le grand axe fluvial du Rhône et le port de commerce de Sète.
En revanche, le canal du Midi, qui prolonge le précédent vers Toulouse, au gabarit Freycinet (classe I CEMT) ou inférieur (classe 0 CEMT), a un gabarit trop réduit pour la plupart des navires modernes et est donc aujourd'hui presque exclusivement exploité pour le tourisme fluvial.

## Transport aérien

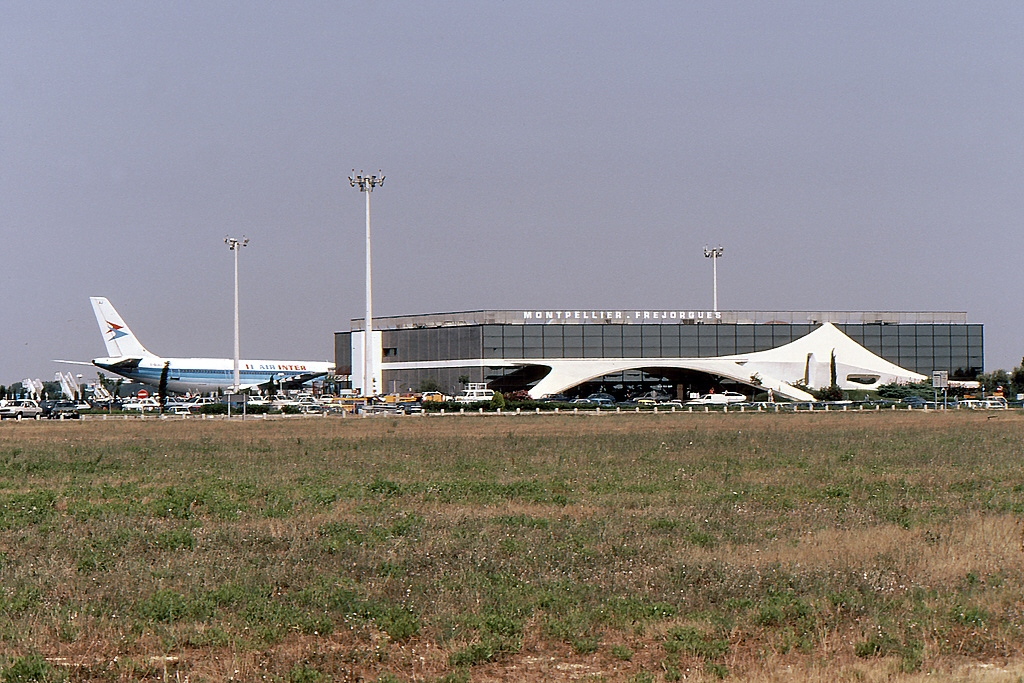
Un Airbus A300 de la compagnie Air Inter à l'aéroport de Montpellier-Méditerranée (alors appelé Montpellier-Fréjorgues), en 1982.

L'aéroport de Montpellier-Méditerranée est le douzième aéroport le plus fréquenté de France métropolitaine en 2019. Il est relié par des vols réguliers à une vingtaine de destinations nationales, européennes et méditerranéennes, opérés par une dizaine de compagnies aériennes.
L'aéroport de Béziers-Cap d'Agde a un trafic beaucoup plus modeste, et n'est plus desservi que par la compagnie à bas coût Ryanair.
Le département est équipé de plusieurs aérodromes principalement destinés à l'aviation de loisirs et de tourisme : Bédarieux - La Tour-sur-Orb, Montpellier - Candillargues et Pézenas - Nizas.

## Transports en commun urbains et périurbains
Montpellier Méditerranée Métropole, Béziers Méditerranée, Sète Agglopôle Méditerranée, la communauté d'agglomération Hérault-Méditerranée, la communauté d'agglomération du Pays de l'Or et la communauté de communes du Pays de Lunel sont autorités organisatrices de la mobilité sur leur territoire et organisent des services de transport dans leur ressort territorial.

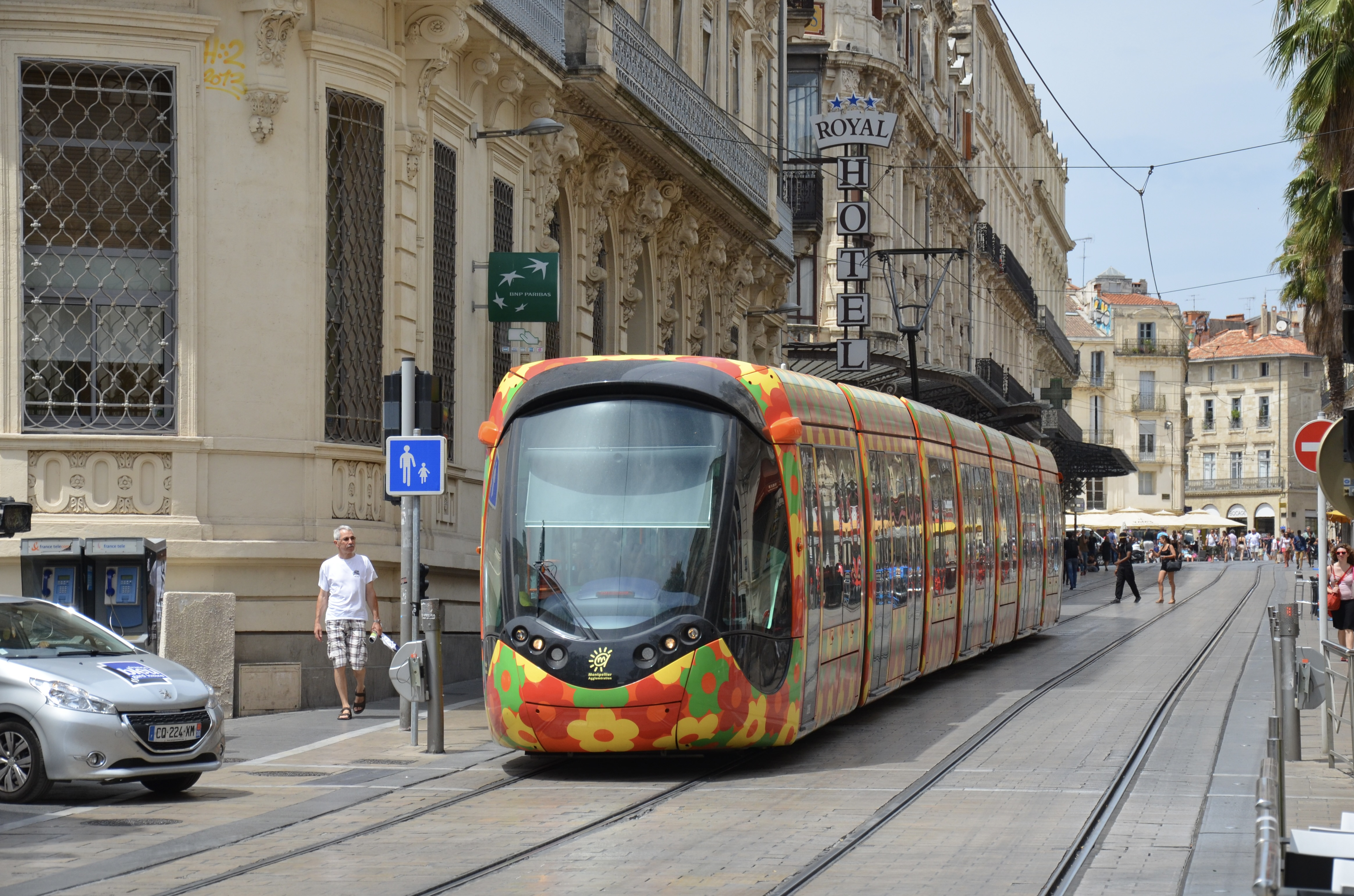
Une rame Alstom Citadis 402 de la ligne 2 du tramway de Montpellier en 2014.

Le réseau le plus étendu est celui des transports en commun de Montpellier, principalement exploité par les Transports de l'agglomération de Montpellier (TAM). Il compte quatre lignes de tramway ouvertes entre 2000 et 2016 (deux précédents réseaux de tramway ont circulé dans la ville de 1880 à 1883 et de 1897 à 1949), une quarantaine de lignes régulières d'autobus et du transport à la demande.
Le réseau beeMob (Béziers) compte une vingtaine de lignes d'autobus. Le tramway de Béziers desservait la ville et la reliait à Valras-Plage de 1901 à 1948.
Sète Agglopôle Mobilité dessert la ville et les abords du bassin de Thau par une vingtaine de lignes régulières. Le tramway de Sète a circulé de 1901 à 1933.
Les réseaux Transp'Or (Mauguio / Palavas-les-Flots), Cap'bus (Agde) et Olé (Lunel) sont plus modestes et comptent cinq à dix lignes chacun.

## Modes actifs
Le département est traversé par plusieurs voies vertes, véloroutes et sentiers de grande randonnée.